# Vamp Kronos
Vamp Kronos, född 25 april 2014 i Italien, är en italiensk varmblodig travhäst. Hon tränades av Jerry Riordan och kördes oftast av Christoffer Eriksson.
Vamp Kronos tävlade åren 2017–2018 och sprang in 4,6 miljoner kronor på 28 starter varav 14 segrar, 3 andraplatser och 2 tredjeplatser. Hon tog karriärens största segrar i Margaretas Tidiga Unghästserie (2017), Prix Emile Wendling (2017), Europeiskt treåringschampionat (2017) och Stosprintern (2018). Hon kom även på andraplats i Stochampionatet (2018) och på tredjeplats i Breeders' Crown för 3-åriga ston (2017).

## Karriär
Hon började tävla i april 2017. Hon tog första segern i den andra starten den 26 april på Jägersro. Under hösten var hon obesegrad med fem raka segrar, bland annat segrade hon i Europeiskt treåringschampionat i september. Totalt segrade hon i nio av 16 starter under debutsäsongen och sprang in strax över 2 miljoner kronor. Detta gjorde henne till den svenska travsäsongens fjärde vinstrikaste sto. Hon blev även årets femte segerrikaste häst.
Hon fortsatte tävla under 2018, och sprang då in nästan 2,5 miljoner kronor. Säsongens största seger hon tog i Stosprintern på hemmabanan i Halmstad. Hon kom även på andraplats i Stochampionatet, endast slagen av Mellby Free. Hon gjorde karriärens sista start i Critérium Continental den 23 december 2018 under det franska vintermeetinget på Vincennesbanan i Paris. I loppet slutade hon oplacerad efter att ha startgalopperat och knäckt en käckrem.
Efter tävlingskarriären flyttade hon tillbaka till sin uppfödare Antonio Carraretto i Italien för att där bli avelssto.